# Kim Cattrall
Kim Victoria Cattrall (født 21. august 1956 i Widnes (nær Liverpool)) er en engelskfødt skuespiller, delvis opvokset i Canada. Hun er bl.a. kendt for sin rolle som Samantha Jones i den amerikanske tv-serie Sex and the City. For denne rolle er hun blev nomineret til en Emmy Award og en Golden Globe Award.

## Biografi
Cattrall er datter af Dennis og Shane Cattrall og har tre søskende. I 1957 emigrerede familien til Courtenay, British Columbia i Canada. Som 11-årig vendte hun sammen med sin mor tilbage til England pga. oldemoderens sygdom. Da moderen returnerede til Canada, fik hun fik lov til at blive et år mere på egen hånd, hvor hun fik undervisning ved London Academy of Music and Dramatic Art (LAMDA).

## Karriere
I 1972 vendte hun tilbage til Canada og afsluttede sin skolegang samme år. Umiddelbart herefter rejste hun til New York, hvor hun blev optaget på American Academy of Dramatic Arts. Hun fik sin scenedebut i en opsætning af The Rocky Picture Horror Show, og hun har siden med med mellemrum optrådt i teaterproduktioner: i 1985 som Masha i Tre Søstre af Anton Tjekhov, i 1986 i Vild Honning af Anton Tjekhov (sammen med Ian McKellen), i 1989 i Misantropen af Molière på Goodman Theatre i Chicago og i 1992 titelrollen i Frøken Julie af August Strindberg på McCarter Theatre i Princeton (New Jersey). I 2005 spillede hun hovedrollen som den lammede kvinde i Brian Clarks skuespil fra 1972, Det er vel mit liv?, i London. Rollen er oprindeligt skrevet for en mand, og stykket er filmatiseret i 1981 med Richard Dreyfuss i rollen.
Kort tid efter endt uddannelse indgik hun en femårig filmkontrakt med filminstruktøren Otto Preminger og fik sin filmdebut i Premingers Rosebud i 1975. Hun har siden medvirket i en lang række film og tv-serier.

## Fodnoter
1. ↑  Kim Cattrall, biografi
2. ↑  "Kim Cattrall: all work, lust and foreplay" Arkiveret 6. juli 2008 hos  Wayback Machine – interview i The Sunday Times 11. maj 2008]
3. ↑  "kim-catrall-biography". Arkiveret fra originalen 1. juni 2008. Hentet 7. juni 2008.
4. ↑  What's on Stage Review (Webside ikke længere tilgængelig) 29. januar 2005